# George H. Thomas
George Henry Thomas, detto la "Roccia di Chickamauga" (Newsom's Depot, Contea di Southampton, 31 luglio 1816 – San Francisco, 28 marzo 1870), è stato un generale statunitense.
Fu un ufficiale di carriera dell'esercito degli Stati Uniti e un generale dell'Unione durante la guerra di secessione americana, uno dei principali comandanti nel teatro di guerra dell'Ovest.

## La carriera militare
Nel 1831 George, sua sorella, e sua madre vedova furono costretti a fuggire di casa e a nascondersi nei boschi vicini, a causa della ribellione degli schiavi capeggiati da Nat Turner. Si diplomò all'Accademia militare nel 1840, servì come ufficiale subalterno in artiglieria nella guerra del 1841 contro gli indiani Seminole in Florida, e nella guerra contro il Messico nelle battaglie di Fort Brown, Resaca de la Palma, Monterrey, e Buena Vista, ricevendo tre promozioni per essersi distinto durante i combattimenti. Dal 1851 al 1854 svolse l'attività di istruttore a West Point. Nel 1855 fu promosso al grado di maggiore nel II reggimento di cavalleria dal Segretario per la guerra Jefferson Davis. Il 26 agosto 1860 Thomas fu ferito al torace da una freccia indiana, vicino al fiume Brazos in Texas.

## La guerra civile
Allo scoppio della guerra di secessione, tre dei superiori del reggimento a cui apparteneva Thomas (Albert Sidney Johnston, Robert E. Lee e William J. Hardee) dettero le dimissioni. Molti generali nativi del Sud erano molto indecisi nello scegliere tra la lealtà ai loro stati e la lealtà verso il loro Paese. La decisione di Thomas fu molto sofferta, ma alla fine optò per rimanere negli Stati Uniti. Come reazione, la sua famiglia tolse tutte le sue fotografie dalle pareti, distrusse le sue lettere e non volle mai più parlare con lui. Ciò nonostante, alcuni, nell'esercito dell'Unione, avevano dei dubbi riguardo alla sua lealtà. Il 18 gennaio 1861, pochi mesi dopo la battaglia di Fort Sumter, fece domanda per un lavoro come comandante dei cadetti all'Istituto militare della Virginia. Qualsiasi tendenza reale alla causa secessionista, tuttavia, sarebbe stata confutata quando egli rifiutò l'offerta di John Letcher, Governatore della Virginia, di diventare comandante dell'artiglieria per l'esercito provvisorio della Virginia.
Thomas fu promosso in rapida successione (tenente colonnello il 25 aprile 1861 e colonnello il 3 maggio) nell'esercito regolare, e fu nominato generale di brigata dei volontari il 17 agosto. Nella prima Campagna di Manassas comandò una brigata sotto il maggior generale Robert Patterson a Shenandoah Valley nell'ovest della Virginia, ma la sua successiva destinazione fu il teatro di guerra dell'Ovest. Il 18 gennaio 1862, al comando di una forza indipendente, nel Kentucky orientale, sconfisse i generali Confederati George B. Crittenden e Felix Zollicoffer nella battaglia di Mill Springs, conseguendo la prima importante vittoria dell'Unione nella guerra.

## Shiloh e Corinth
Il 2 dicembre 1861 al generale di brigata Thomas fu assegnato il comando della I divisione dell'Armata dell'Ohio comandata dal maggior generale Don Carlos Buell. Fu presente nel secondo giorno della battaglia di Shiloh (7 aprile 1862), ma arrivò quando lo scontro era oramai alla fine. Nonostante la vittoria a Shiloh, il maggior generale Ulysses S. Grant, fu severamente criticato a causa delle pesanti perdite subite nella battaglia e il suo superiore, maggior generale Henry W. Halleck, riorganizzò il Dipartimento del Mississippi per rimuovere Grant dal comando. I tre Corpi d'armata del Dipartimento furono divisi e ricombinati in tre "ali". A Thomas, che il 25 aprile era stato promosso maggior generale effettivo, fu dato il comando dell'ala destra, consistente in quattro divisioni dell'ex Armata del Tennessee di Grant e una proveniente dall'Armata dell'Ohio. Thomas condusse con successo questa armata nell'assedio di Corinth. Il 10 giugno Grant ritornò al comando dell'originale Armata del Tennessee.

## Perryville, Stones River, Chickamauga, e Chattanooga
Thomas riprese servizio sotto Don Carlos Buell. Verso la fine del 1862, durante l'invasione del Kentucky da parte del generale confederato Braxton Bragg, l'alto comando dell'Unione fu assai scontento delle tattiche troppo caute di Buell, ed offrì il comando dell'Armata dell'Ohio a Thomas che, però, rifiutò. Thomas servì come secondo in comando di Buell nella battaglia di Perryville; anche se tatticamente inconcludente, la battaglia arrestò l'avanzata di Bragg nel Kentucky, che decise di ritirarsi nel Tennessee. Nuovamente delusi con Buell per l'inefficace inseguimento a Bragg, i comandi dell'Unione lo sollevarono dall'incarico, affidandolo al Maggior Generale William Rosecrans.
Combattendo sotto Rosecrans nell'armata rinominata Armata del Cumberland, Thomas si mise in luce soprattutto nella battaglia di Stones River (31 dicembre 1862 - 2 gennaio 1863) nel Tennessee, tenendo il centro della linea di difesa dell'Unione e prevenendo, quindi, una vittoria di Bragg. Gli fu affidata la responsabilità dell'azione più importante nella marcia da Decherd a Chattanooga durante la Campagna di Tullahoma (22 giugno – 3 luglio 1863) e il passaggio del fiume Tennessee. Il 19 settembre, nella battaglia di Chickamauga, ancora una volta resistette in una posizione quasi impossibile contro l'attacco di Bragg, mentre la linea difensiva dell'Unione alla sua destra era crollata, rimettendo insieme le unità in rotta a Horseshoe Ridge , impedendo così che una sconfitta si tramutasse in una disfatta completa. Il futuro presidente James Garfield, ufficiale di campo dell'Armata del Cumberland, raggiunse Thomas durante la battaglia per portargli l'ordine di ritirata di Rosecrans; quando Thomas disse che avrebbe voluto rimanere indietro per proteggere la ritirata dell'Armata, Garfield riferì a Rosecrans che Thomas era "fermo come una roccia" (standing like a rock). Dopo la battaglia divenne molto conosciuto con il soprannome di "Roccia di Chickamauga", che voleva significare la sua determinazione nel tenere una posizione vitale contro qualunque possibilità di realizzazione.
Thomas succedette a Rosecrans nel comando dell'Armata del Cumberland poco prima della battaglia di Chattanooga (23 – 25 novembre 1863), una sensazionale vittoria dell'Unione ottenuta dalle truppe di Thomas che occuparono le linee difensive confederate alla Missionary Ridge (tra l'altro, senza aver ricevuto esplicito ordine di avanzata da parte di Grant).

## Atlanta e Franklin/Nashville

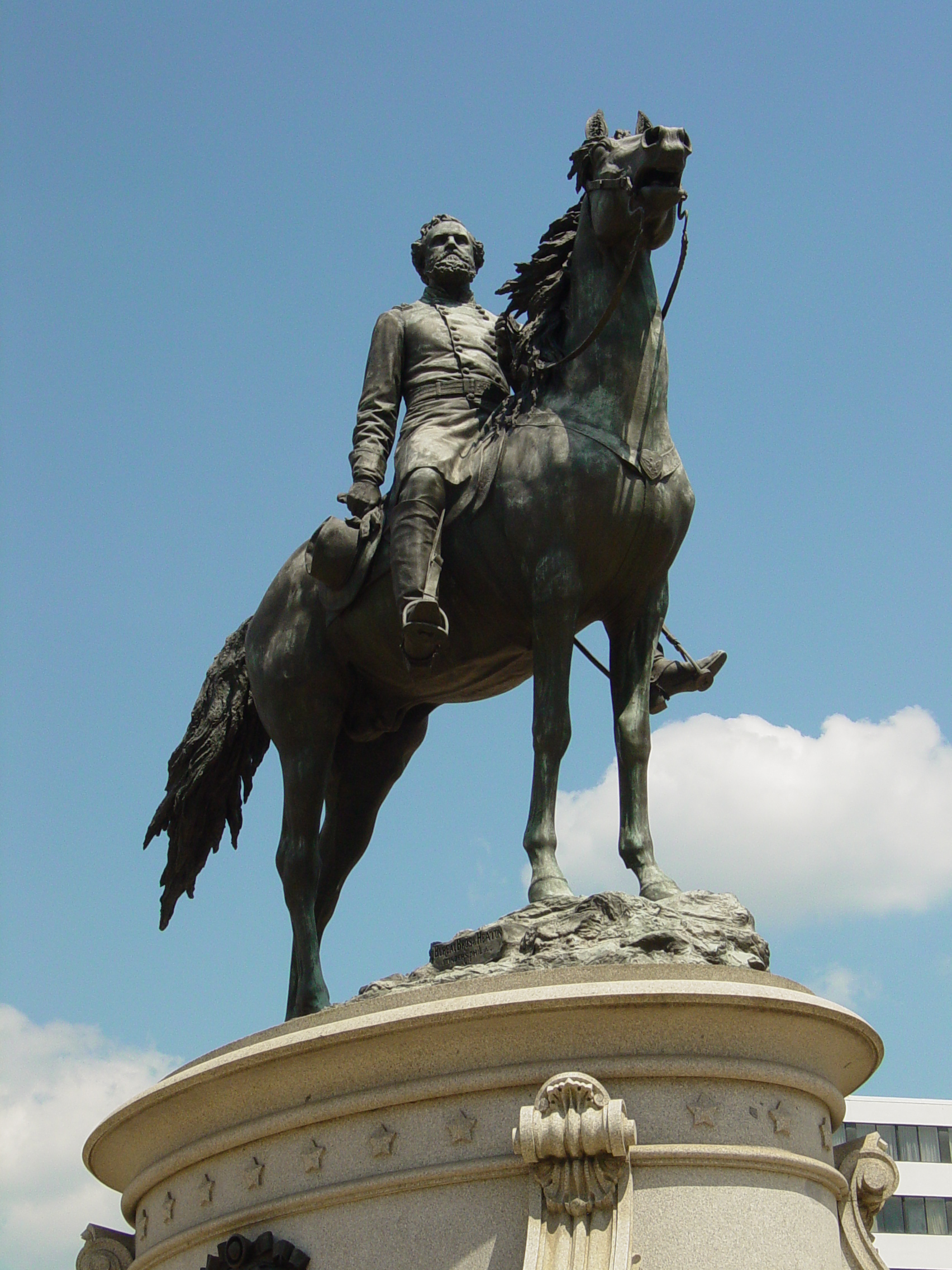
La statua del generale Thomas in Thomas Circle, Washington DC

Nell'avanzata del maggior generale William Tecumseh Sherman attraverso la Georgia nella primavera del 1864, l'Armata del Cumberland divenne forte di 60.000 uomini e lo staff di Thomas fornì a Sherman logistica e genieri per l'intero gruppo di armate di Sherman. Nella battaglia di Peachtree Creek (20 luglio 1864), la linea difensiva di Thomas fu duramente danneggiata dall'armata del tenente generale John B. Hood durante il suo primo tentativo di rompere l'assedio di Atlanta.
Quando Hood fuggì da Atlanta nell'autunno del 1864, prese ad essere una minaccia per la lunga linea di comunicazione di Sherman e fece ogni tentativo per costringere Sherman a inseguirlo, ma Sherman non se ne preoccupò e progettò la sua marcia verso il mare. Thomas rimase indietro per combattere Hood nella Campagna di Franklin/Nashville. Thomas, con un piccolo contingente, ingaggiò una corsa con Hood verso Nashville, dove avrebbe ricevuto i rinforzi.
Il 30 novembre 1864, nella Battaglia di Franklin, un ingente contingente delle forze di Thomas, sotto il comando del maggior generale John M. Schofield, inflisse a Hodd una grave sconfitta, tenendolo impegnato abbastanza a lungo per evitare di concentrare le sue forze a Nashville; lì, Thomas, riorganizzò il suo esercito con militari provenienti da tutto l'Ovest, ma non si decise ad attaccare fino a quando la sua armata fosse stata pronta e il ghiaccio, che copriva il terreno, si fosse sciolto abbastanza da permettere ai suoi uomini di muoversi. Il Nord, incluso lo stesso generale Grant (che intanto era diventato generale in capo di tutte le armate dell'Unione), si mostrò impaziente riguardo a questo ritardo. Fu inviato il maggior generale John A. Logan con l'ordine di sostituire Thomas e, subito dopo, Grant iniziò un viaggio verso l'ovest da City Point in Virginia, per prendere lui stesso il comando.
Il 15 dicembre Thomas attaccò, nella Battaglia di Nashville, e conquistò il comando di Hood. Per la sua brillante vittoria, Thomas fu nominato maggior generale dell'esercito regolare, ricevendo le congratulazioni del Congresso. A causa di quanto successo a Nashville, per Thomas fu coniato un ulteriore soprannome: "slitta di Nashville" (The Sledge of Nashville).

## Gli ultimi anni
Dopo la fine della guerra civile Thomas comandò il Dipartimento militare del Kentucky e del Tennessee fino al 1869. Il presidente Andrew Johnson gli offrì il grado di tenente generale (con l'intento di metterlo al posto di Grant, un repubblicano e futuro presidente, con Thomas comandante in capo), ma il "sempre leale" Thomas chiese al Senato di ritirare il suo nome per la nomina, in quanto non aveva nessuna intenzione di entrare in politica. Nel 1869 richiese l'assegnazione del comando della Divisione del Pacifico, con quartier generale a San Francisco, città nella quale morì a causa di un infarto. È sepolto a Troy nello stato di New York.

## Nella cultura di massa
A George H. Thomas è ispirato il personaggio del colonnello John Henry Thomas interpretato da John Wayne nel film western I due invincibili.